# میتسوگو نومورا
میتسوگو نومورا (به انگلیسی: Mitsugu Nomura) بازیکن فوتبال اهل ژاپن و عضو تیم ملی فوتبال ژاپن است که در تاریخ ۰۲ ژوئن ۱۹۸۱ میلادی اولین بازی ملی‌اش را انجام داد. او در ۱۲ بازی ملی حضور داشت و آخرین بازی ملی خود را در تاریخ ۱۸ ژوئیه ۱۹۸۲ میلادی انجام داد. میتسوگو نومورا در بازی‌های ملی‌اش
گلی به ثمر نرساند.